# 2012 في الاتحاد الأوروبي
الأحداث من عام 2012 في الاتحاد الأوروبي.

## الحكم
- رئيس المجلس الأوروبي - هيرمان فان رومبوي
- رئيس المفوضية - خوسيه مانويل باروسو
- رئاسة المجلس - الدنمارك (كانون الثاني- حزيران) وقبرص (تموز- كانون الأول)
- رئيس البرلمان - مارتن شولز
- الممثل الأعلى - كاثرين أشتون

## الأحداث

### كانون الثاني
- 1 كانون الثاني – الدنمارك تتولى رئاسة مجلس الاتحاد الأوروبي من بولندا.

### آذار
- 2 آذار – توقيع معاهدة الاستقرار والتنسيق والحوكمة في الاتحاد الاقتصادي والنقدي.

### تموز
- 1 تموز – تتولى قبرص رئاسة مجلس الاتحاد الأوروبي من الدنمارك.

### تشرين الأول
- نُشر تقرير ليكانين, «تقرير فريق الخبراء رفيع المستوى التابع للمفوضية الأوروبية بشأن الإصلاح الهيكلي للبنك».

### كانون الأول
- 5 كانون الأول – فرض منظمو مكافحة الاحتكار في المفوضية الأوروبية غرامة على فيليبس وإل جي إلكترونيكس وسامسونج SDI وباناسونيك وتوشيبا و Technicolor بسبب تثبيت أسعار أنابيب أشعة الكاثود في التلفزيون في كارتلتين.[1]